# Epacris impressa
Epacris impressa — вид чагарників з родини вересових. Представників цього виду в Австралії називають звичайний верес або рожевий верес.

## Історія
Перший екземпляр був зібраний 1793 року французьким ботаніком Лабіллард'єром на Землі Ван-Дімена (нині Тасманія); рослину було описано ним у 1805 році й вона отримала назву Epacris impressa через заглибини при основі чашечки квітки.

## Ботанічний опис
Вічнозелений чагарник шириною 30—90 см часто до 120 см, зрідка висотою до 3 м.
Стебло тонке, пряме з жорсткими гілками. Листки звужено-овальні, яскраво-зелені, відтягнуті, довжиною 8—16 мм, ростуть без черешків прямо зі стебла.
Квіти звисаючі, циліндричні, червоні, рожеві чи білі, довжиною 2 см, зібрані у тонкі, прямі, кінцеві китиці довжиною 10 см чи більше.
Плід — коробочка з дрібним насінням.
Цвітіння навесні-влітку.
Відмінний медонос.

## Розповсюдження та екологія
Рослина трапляється у прибережних регіонах та передгір'ях від гір Маунт-Лофті у Південній Австралії, у південній частині штату Вікторія до річки Клайд, у Новому Південному Уельсі. Рослина також росте у національних парках Гремпіанс та Мала пустеля (штат Вікторія), а також на острові Тасманія.

## Культура й мистецтво
У 1951 році Epacris impressa було прийнято як офіційну квіткову емблему штату Вікторія, рішення набрало чинності у 1958 році. У 1973 зображення рожевого вересу було додано на геральдичний щит штату.
У 1968 році була випущена серія поштових марок з зображенням рослин Австралії, рожевий верес було представлено на марці номіналом 13 центів.
Штат Вікторія був першим з австралійських штатів, який на офіційному рівні прийняв квіткову емблему.

## Галерея

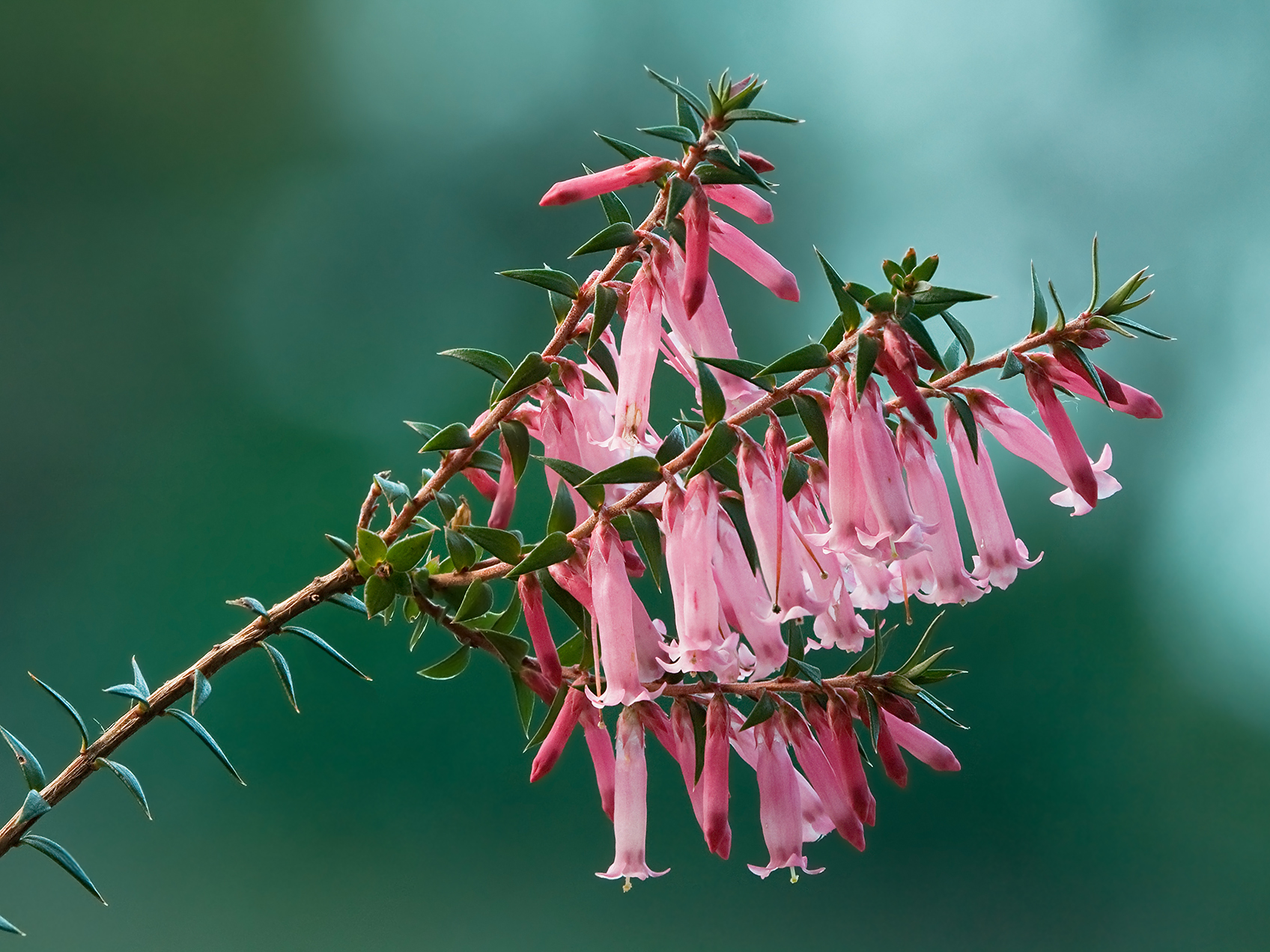
Рожева форма Epacris impressa, Тасманія.
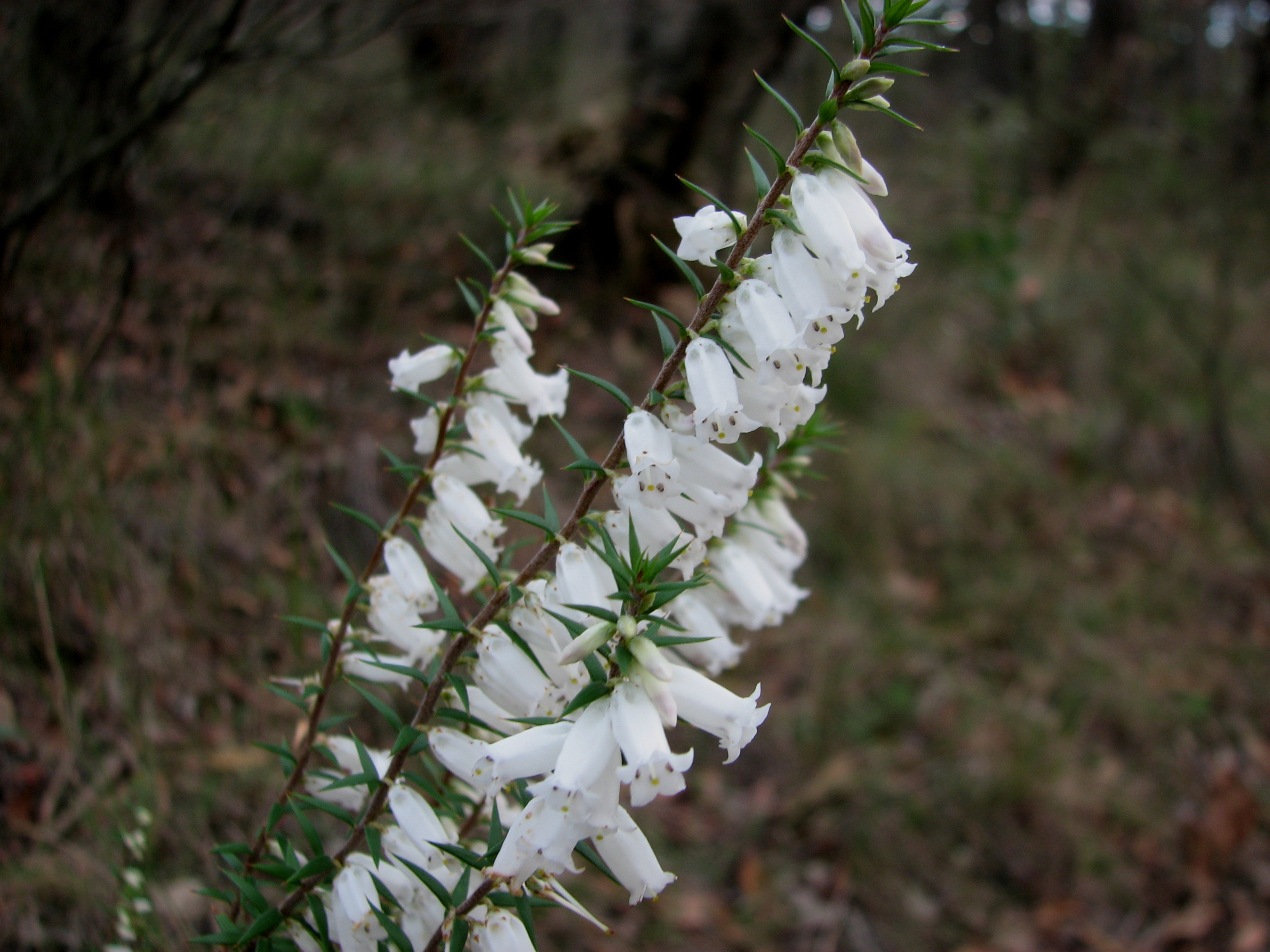
Біла форма, Вікторія
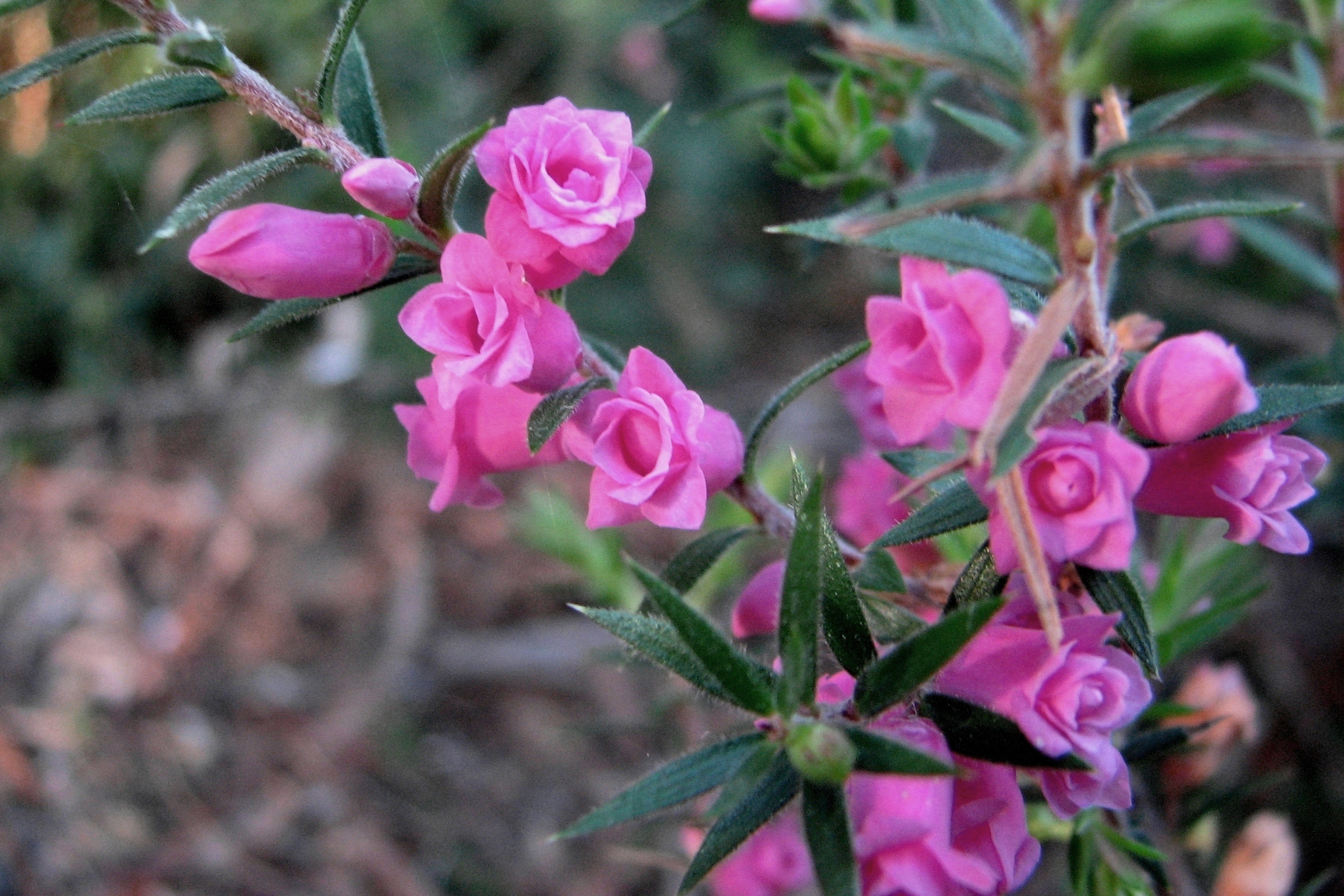
Рожева форма "квітка у квітці" (Double-flowered), Вікторія
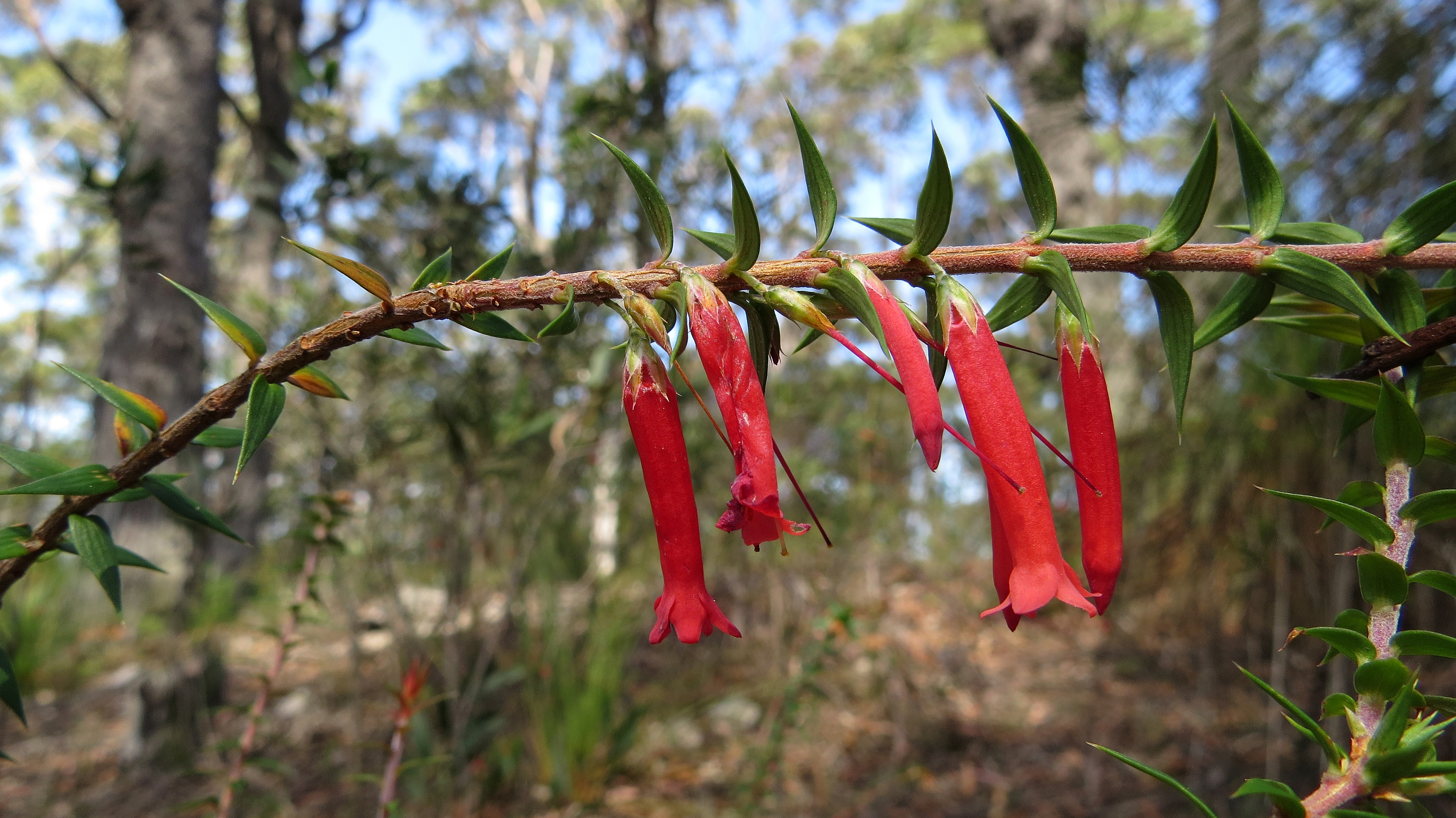
Червона форма, Новий Південний Уельс
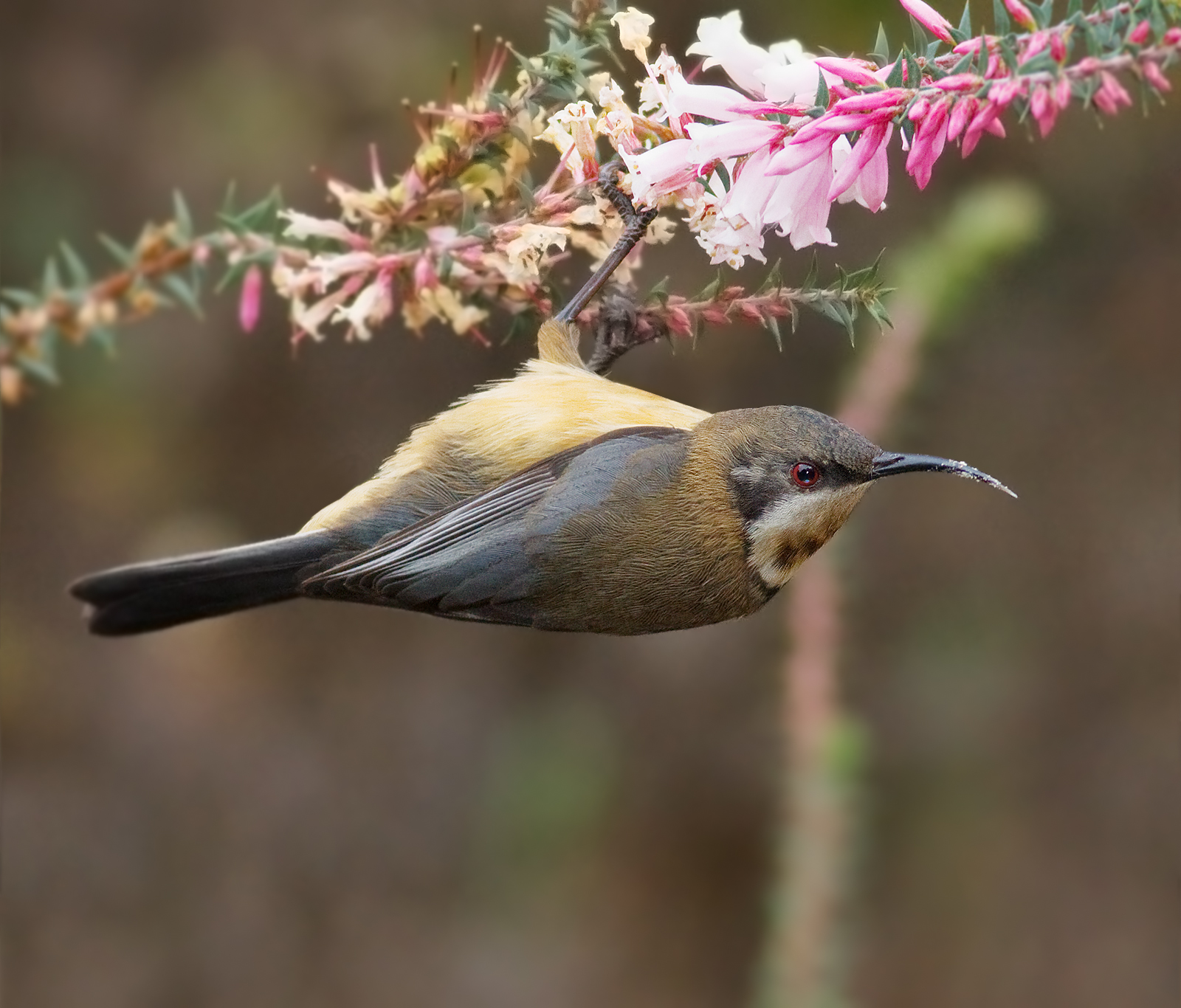
Acanthorhynchus tenuirostris на гілці Epacris impressa у Королівському ботанічному саду Тасманії